# فيروس الإنفلونزا أ H1N1
في علم الفيروسات، يعد فيروس الإنفلونزا أ ذو النوع الفرعي H1N1 (A/H1N1) نوعًا فرعيًا من فيروس الأنفلونزا أ. تشمل حالات تفشي سلالات H1N1 المعروفة بين البشر جائحة إنفلونزا الخنازير عام 2009، بالإضافة إلى جائحة الإنفلونزا الإسبانية عام 1918. يعد الفيروس من الفيروسات المخاطية القويمة التي تحتوي على بروتينات سكرية مثل الهيماغلوتينين والنورأمينيداز. لهذا السبب، تسمى بـ H1N1، أو H1N2 وما إلى ذلك اعتمادًا على نوع مستضدات الهيماغلوتينين أو النورأمينيداز التي تعبر عنها بالتآزر الاستقلابي. يتسبب الهيماغلوتينين في تكتل خلايا الدم الحمراء مع بعضها ويربط الفيروس بالخلية المصابة. يعد النورأمينيداز نوعًا من إنزيمات الغليكوزيد هيدروليز ويساعد على حركة جزيئات الفيروس عبر الخلية المصابة وتبرعمها من الخلايا المضيفة.
تستوطن بعض سلالات H1N1 بين البشر وتسبب جزءًا صغيرًا من جميع الأمراض الشبيهة بالإنفلونزا وجزءًا صغيرًا من جميع الأنفلونزا الموسمية، على سبيل المثال في عامي 2004-2005. تستوطن سلالات أخرى من H1N1 في الخنازير (أنفلونزا الخنازير) وفي الطيور (إنفلونزا الطيور). يقدر قطر الفيروس بنحو 80 إلى 120 نانومتر.

## إنفلونزا الخنازير
إنفلونزا الخنازير (يُعرف أيضًا باسم أنفلونزا الحلوف أو أنفلونزا الخنازير)، هي مرض تنفسي يحدث لدى الخنازير وينتج عن فيروس الأنفلونزا أ. تُعرف فيروسات الإنفلونزا التي توجد عادة في الخنازير باسم فيروسات أنفلونزا الخنازير (إس آي في). تشمل سلالات الإس آي في المعروفة الأنفلونزا سي والأنواع الفرعية للأنفلونزا أ المعروفة باسم H1N1 وH1N2 وH3N1 وH3N2 وH2N3. يمكن أن تصاب الخنازير أيضًا بالنوعين الفرعيين H4N6 وH9N2.
يعد فيروس أنفلونزا الخنازير شائعًا بين مجموعات الخنازير في جميع أنحاء العالم. لا يشيع انتقال الفيروس من الخنازير إلى البشر ولا يؤدي دائمًا إلى حدوث الإنفلونزا البشرية، ويتسبب أغلب الأحيان بزيادة إنتاج الأجسام المضادة في الدم فقط. إذا تسبب انتقال العدوى في حدوث الإنفلونزا البشرية، يدعى حينها بأنفلونزا الخنازير حيوانية المنشأ أو الفيروس المتغير. يعتبر الأشخاص الذين يكونون على تماس أكبر مع الخنازير معرضين لخطر متزايد للإصابة بأنفلونزا الخنازير. يزول خطر العدوى بطهي لحم الحيوان المصاب طهيًا صحيحًا.
أظهرت الخنازير المحقونة عمدًا بسلالة أنفلونزا الخنازير التي تسببت في الجائحة لدى البشر في عامي 2009-2010 علامات سريرية للإنفلونزا في غضون أربعة أيام، وانتشر الفيروس إلى الخنازير الأخرى غير المصابة والمقيمة مع تلك المصابة.

## حوادث بارزة

### الإنفلونزا الإسبانية 1918-1919
كانت الإنفلونزا الإسبانية سلالة استثنائية خطيرة ومميتة من إنفلونزا الطيور H1N1، وهو مرض فيروسي معدٍ، أودى بحياة ما يقارب 17 إلى 50 مليون شخص أو أكثر في جميع أنحاء العالم على مدار عام تقريبًا بين عامي 1918 و1919. تعد إحدى أخطر الأوبئة في تاريخ البشرية.
تسببت إنفلونزا عام 1918 في ارتفاع عدد الوفيات ارتفاعًا غير طبيعي، قد يعود ذلك إلى تحريض عاصفة سايتوكينية في الجسم. (تملك إنفلونزا الطيور H5N1 الحالية، وهي أيضًا نوع من فيروس الأنفلونزا أ، تأثيرًا مشابهًا). بعد أن تُصاب خلايا الرئة بالإنفلونزا الإسبانية، يحدث تحريض مفرط لجهاز المناعة عن طريق إطلاق السيتوكينات (وهي بروتين يحفز الاستجابة المناعية) في أنسجة الرئة. يؤدي ذلك إلى هجرة الكريات البيض نحو الرئتين هجرة مكثفة، ما يتسبب بتدمير خلايا الرئة وإفراز الدم والمخاط داخل الحويصلات والممرات الهوائية. ينتج عن هذا الأمر عسر تنفس لدى المريض ويمكن أن يؤدي إلى الاختناق. على عكس الأوبئة الأخرى، التي تقتل المعمرين أو الرضع أغلب الأحيان، قتلت الجائحة عام 1918 أعدادًا فائقة للعادة من الشباب، ولربما كان السبب في ذلك هو أن أجهزتهم المناعية السليمة حرضت استجابة قوية جدًا ومدمرة بفعل العدوى.
صيغ مصطلح الإنفلونزا «الإسبانية» لأن إسبانيا كانت الدولة الأوروبية الوحيدة آنذاك التي طبعت فيها الصحافة تقارير عن تفشي المرض، إذ قتل المرض آلاف الجنود ضمن الجيوش التي خاضت الحرب العالمية الأولى (1914-1918). قمعت الدول الأخرى الصحافة من أجل الحفاظ على الروح المعنوية.
تفشي إنفلونزا الخنازير 1976
في عام 1976، تسببت إنفلونزا الخنازير أ (H1N1) في حدوث مرض تنفسي حاد لدى 13 جنديًا، وتوفي شخص واحد في فورت ديكس في نيو جيرسي. سُجل وجود الفيروس في الفترة من 19 يناير حتى 9 فبراير فقط ولم ينتشر خارج فورت ديكس. أظهرت الاختبارات المصلية بأثر رجعي لاحقًا إصابة ما يصل إلى 230 جنديًا بالفيروس الجديد الذي كان سلالة من H1N1. ما يزال سبب تفشي المرض غير معروف ولم يُكتشف حدوث أي تماس مع الخنازير.

### الإنفلونزا الروسية 1977-1978
نتج وباء الأنفلونزا الروسية 1977-1978 عن سلالة أنفلونزا أ/اتحاد الجمهوريات الاشتراكية السوفياتية/90/77 (H1N1). أصاب الأطفال والشباب دون سن 23 أغلب الأحيان؛ إذ سبق أن ظهرت سلالة مماثلة في 1947-1957، وطور معظم البالغين مناعة كبيرة. نظرًا للتشابه المذهل في الحمض النووي الريبي الفيروسي للسلالتين، والتي كان ظهور أحدهما في الطبيعة نتيجة الانسياق المستضدي أمرًا غير مرجح، خُمن أن التفشي الأخير كان بسبب حادثة معملية في روسيا أو شمال الصين، على الرغم من إنكار علماء تلك البلدان لهذا الأمر. وجد التحليل اللاحق أن السلالة التي عاودت الظهور كانت تنتشر لمدة عام تقريبًا قبل أن تُكتشف في الصين وروسيا. أُضيف الفيروس إلى لقاح الأنفلونزا عام 1978-1979.

## التسمية

صورة توضح التسمية العلمية للفيروس أ

تسمى فيروسات الإنفلوزا تبعاً لنوع البروتينات السكرية التي تغطي المادة النووية. فالحرف H يرمز لبروتين الراصة الدموية (بالإنجليزية: hemagglutinin)‏ والحرف N يرمز لنورامينداز (بالإنجليزية: neuraminidase)‏. وكما كل الفيروسات التابعة لمجموعة الأورثوميكسوفيريداي يتم إضافة المكان الجغرافي التي وجد فيها الفيروس وسنة عزل الفيروس للاسم العلمي.

## الإنفلونزا الأسبانية
الإنفلونزا الأسبانية (1918 - 1919) هو وباء فيروسي قاتل انتشر في أعقاب الحرب العالمية الأولى في أوروبا والعالم. تميز الفيروس بسرعة العدوى حيث تقدر الإحصائيات الحديثة أن حوالي 500 مليون شخص أصيبوا بالعدوى وأظهروا علامات أكلينيكية واضحة،  وما بين 70 -100 مليون شخصا توفوا جراء الإصابة بالمرض أي ما يعادل ضعف المتوفيين في الحرب العالمية الأولى.
الغالبية العظمى من ضحايا هذا الوباء كانوا من البالغين واليافعين الأصحاء بعكس ما يحصل عادة من أن يستهدف الوباء كبار السن والأطفال والأشخاص المرضى أو ضعيفي المناعة. ويعتقد أن سبب الوفاة ناتج من التضاعف العديدي السريع للفيروس في خلايا الرئة مما سبب ارتفاع هائل للسيتوكين داخل الجسم وبالتالي حدوث أعراض أكثر شدة وأعظم فتكاً.

## إنفلونزا روسيا
تعرضت روسيا لوباء إنفلونزا H1N1 ما بين عامي 1977 - 1978. وأصابت العدوى بشكل كبير من أعمارهم أقل من 23 سنة ولذلك لاكتساب من هم أكبر سناً للمناعة ضد الفيروس جراء إصابتهم بعدوى مماثلة في الفترة 1947 - 1957. وهذا الوباء لا يعتبر وباءً حقيقياً كونه أقتصر على فئة عمرية محددة.

## إنفلونزا الخنازير
إنفلونزا الخنازير هي عدوى فيروسية انتشرت في المكسيك والولايات المتحدة ودول أخرى، سببها أحد فصائل فيروس الإنفلونزا أ H1N1 الذي نتج من إعادة تشكيل لأصناف تصيب الخنازير وأخرى تصيب الطيور وأخرى تصيب البشر.